# Akune
Akune (阿久根市, Akune-shi) é uma cidade na prefeitura de Kagoshima, na ilha de Kyushu, Japão..
Em 2003 a cidade tinha uma população estimada em 25 567 habitantes e uma densidade populacional de 190,43 h/km². Tem uma área total de 134,26 km².
Recebeu o estatuto de cidade a 1 de Abril de 1952.